# Білорусь на літніх Олімпійських іграх 1996
Білорусь на Олімпіаді в Атланті вперше в історії Літніх Олімпійських ігор представляла окрема команда. До цього білоруські спортсмени виступали у складі збірної СРСР та Об'єднаної команди (1992).

## Медалі
Команда зуміла завоювати 1 золоту, 6 срібних та 8 бронзових медалей.

### Золото
- Карстен Катерина Анатоліївна — одиночні змагання в веслування.

### Срібло
- Володимир Дубровщик — метання диска.
- Наталія Сазанович — семиборство.
- Ігор Басинський — стрільба кульова, пістолет.
- Олександр Павлов — греко-римська боротьба (48 кг).
- Сергій Ліштван — греко-римська боротьба (100 кг).
- Олексій Медведєв — вільна боротьба (св. 100 кг).

### Бронза
- Василь Каптюх — метання диска.
- Елліна Звєрєва — метання диска.
- Збірна команда (Тамара Самохвалова, Олена Микулич, Марина Знак, Наталія Волчек, Наталія Стасюк, Валентина Скрабатун, Наталія Лавриненко, Олександра Панкіна, Ярослава Павлович) — академічне веслування, вісімки.
- Валерій Цілент — греко-римська боротьба (82 кг).
- 4 бронзових медалі завоював Щербо Віталій Венедиктович — спортивна гімнастика (абсолютна першість, кінь, паралельні бруси, перекладина).

## Результати змагань

### Важка атлетика
Спортсменів — 10
Чоловіки
| Категорія    | Спортсмен           | Маса   | Ривок     | Ривок | Поштовх   | Поштовх | Всього | Місце |
| Категорія    | Спортсмен           | Маса   | Результат | Місце | Результат | Місце   | Всього | Місце |
| ------------ | ------------------- | ------ | --------- | ----- | --------- | ------- | ------ | ----- |
| 59 кг        | Віктор Синяк        | 58,70  | 115.5     | 12    | 137.5     | 12      | 250.0  | 12    |
| 76 кг        | Леонід Лобачев      | 75,65  | 160.0     | 5     | 182.5     | 9       | 342.5  | 9     |
| 76 кг        | Олег Кечко          | 75,79  | 155.0     | 12    | 180.0     | 12      | 335.0  | 11    |
| 91 кг        | Володимир Хлуд      | 90,05  | 165.0     | 12    | 195.0     | 16      | 360.0  | 15    |
| 91 кг        | Віктор Беляцкий     | 90,56  | 167.5     | 10    | 190.0     | 20      | 357.5  | 17    |
| 99 кг        | Олег Чіріцо         | 98,63  | 172.5     | 10    | 207.5     | 9       | 380.0  | 9     |
| 108 кг       | Володимир Ємельянов | 107,41 | 187.5     | 5     | 220.0     | 4       | 407.5  | 4     |
| 108 кг       | Геннадій Щека       | 107,27 | 175.0     | 12    | —         | —       | —      | —     |
| Понад 108 кг | Олександр Курлович  | 133,74 | 195.0     | 4     | 230.0     | 7       | 425.0  | 5     |
| Понад 108 кг | Леонід Тараненко    | 150,55 | —         | —     | —         | —       | —      | —     |